# Proximal
A palavra proximal é aplicada na descrição anatômica para indicar que a parte do corpo referida se situa mais próxima de um centro, articulação, tronco ou linha mediana. O seu oposto é distal. Provém etimologicamente da palavra homônima em francês.
Usada principalmente na emissão de laudos, seja, para órgãos públicos previdenciários, ou de saúde como para laudos pericial judicial, em caso de acidentes trabalhista como exemplo, relacionado com angioplastia coronária. Ex: Lesão em terço proximal.